# Botwood
Botwood is een gemeente (town) in de Canadese provincie Newfoundland en Labrador. De gemeente ligt aan de noordkust van het eiland Newfoundland.

## Geschiedenis
De plaats noemde bij haar stichting Ship Cove, maar werd al snel hernoemd naar Botwoodville. In de loop van de 20e eeuw werd de naam ingekort naar Botwood.
In 1960 werd de plaats erkend als een gemeente. In de loop van de jaren 60 werd er een grenswijziging doorgevoerd.
In 2017–18 waren er plannen om de buurgemeenten Botwood en Northern Arm met elkaar te fusioneren. In een niet-bindend referendum op 23 januari 2018 stemde echter ruim twee derde van de opgekomen kiezers van Northern Arm tegen een fusie, waarop de plannen opgeborgen werden.

## Geografie
De gemeente ligt nabij de monding van de rivier Exploits in de Bay of Exploits, een grote baai aan Newfoundlands noordkust. Botwood ligt aan provinciale route 350 en grenst in het zuidoosten aan Peterview en in het noordwesten aan Northern Arm.

## Demografie
Demografisch gezien is Botwood, net zoals de meeste relatief afgelegen dorpen op Newfoundland, aan het krimpen. Tussen 1976 en 2021 daalde de bevolkingsomvang van 4.554 naar 2.778. Dat komt neer op een daling van 1.776 inwoners (-39,0%) in 45 jaar tijd.
| Demografische ontwikkeling van Botwood tussen 1951 en 2021                 |
| -------------------------------------------------------------------------- |
|                                                                            |
| Bron: Statistics Canada (1951–1986, 1991–1996, 2001–2006, 2011–2016, 2021) |

### Taal
In 2021 had 99,4% van de inwoners van Botwood het Engels als moedertaal en was 99,8% van de bevolking die taal machtig. Hoewel slechts vijf mensen (0,2%) het Frans als moedertaal hadden, waren er 30 mensen die die andere Canadese landstaal konden spreken (1,1%). Slechts een tiental mensen was in 2021 een andere taal dan het Engels of Frans machtig.

## Gezondheidszorg
In de gemeente bevindt zich het Dr. Hugh Twomey Health Centre, een gezondheidscentrum dat zowel primaire als langetermijnzorg aanbiedt aan de inwoners uit de ruime omgeving. Voor basale eerstelijnszorg kunnen de inwoners van Botwood terecht in het Exploits Community Health Centre. Beide centra vallen onder de bevoegdheid van Central Health, de gezondheidsautoriteit van Centraal-Newfoundland.